# Вангенхайм, Конрад фон
Конрад Фрайхерр фон Вангенхайм (нем. Konrad Freiherr von Wangenheim; 20 августа 1909 — 28 декабря 1953, Сталинград) — немецкий кавалерийский офицер, спортсмен, победитель летних Олимпийских игр 1936 года в Берлине в конном троеборье.

## Биография
В чине ротмистра служил в кавалерийском полку в Силезии. Участник Второй мировой войны.
В июле 1944 года на Восточном фронте подполковник Вангенхайм был взят в плен воинами Красной Армией. Несколько лет провёл в советском плену в ожидании репатриации в Германию из Советского Союза. В 1953 году был найден повешенным в Сталинграде. По заключению экспертов, покончил с собой.

## Выступление на Олимпийских играх 1936 г
Участник командных выступлений в конном троеборье за сборную нацистской Германии. Члены сборной Германии в конных видах спорта, в основном, офицеры кавалерии вермахта, выступали в военной форме.
На четвёртом комбинированном препятствии, во время прыжка через водную преграду лошадь фон Вангенхайма «Курфюрст» споткнулась, упала на него, сломав при этом ключицу наезднику.
Чтобы закончить соревнование и не упустить шанс на медаль всей команды в целом, фон Вангенхайм, несмотря на боль от травмы, продолжил участие в соревновании и успешно закончил оставшуюся часть 8-километровой дистанции. В составе сборной стал победителем летних Олимпийских игр 1936 года в конном троеборье.
Вошёл в историю Олимпийских игр, как образец воли к победе, мужества и патриотизма.